# 전파

전파(電波, 영어: radio waves)는 전자기파의 일종으로, 진동수 3kHz부터 300gHz까지의 전자기파를 의미한다.
전파는 공기 중에서도 진공 속과 거의 같은 속도로 퍼지기 때문에, 먼 거리에서도 아주 짧은 시간에 통신이 가능하다. 이러한 성질을 이용하여 전파는 주로 라디오·지상파 텔레비전·레이다 등의 전자기파를 이용하여 신호와 정보를 보내는 무선 전기 통신에서 사용된다.

## 전파의 속도, 파장, 주파수의 관계
전파의 속도는 빛의 속력으로 이동하는데, 물체를 통과하면서, 그 물체의 투자율과 유전율에 따라 그 속도가 둔화된다.
파장은 주기적으로 나오는 파동의 마루와 마루 사이, 또는 골과 골 사이의 거리를 말하며, 주파수에 반비례한다. 전파가 진공 상태에서 1초에 이동하는 거리는 299,792,458 m (983,571,056 피트)를 파장 수로 나눈 값이 1 헤르츠(Hz)이다. 1 MHz의 전파 신호는 299.8 m (984 피트)의 파장을 가지고 있다.

## 전파의 파장
전파는 파장에 따라 초저주파·초장파·장파·중파·단파·초단파·극초단파 (마이크로파[SHF] 등으로 나뉜다. 각각의 전파는 파장에 따라 퍼져 나가는 방법과 범위 등의 차이가 생기기 때문에, 각각의 파장에 따라 고유한 용도로 쓰이게 된다.
파장은 도중에 산과 건물 등의 장애물이 있을 수록 방해를 받아 수신이 약해지게 되는데, 파장이 짧을 수록 방해를 더 많이 받게 된다. 때문에, 파장이 긴 전파는 장애물 뒤쪽에도 도달할 수 있기 때문에 장애물이 많은 곳에서 사용하는데 적합하고, 파장이 짧은 전파는 장애물 뒤쪽에 도달하지 못하기 때문에 장애물이 많은 곳에서 사용하기에 부적합하다.

## 전파의 진행
송신 안테나에서 발사된 전파는 진행 방향에 따라 달라지는데, 수신 안테나로 직접 받아오는 가시선 전파, 지면을 따라 퍼져 나가는 지표파, 하늘을 향하여 퍼져 나가는 공간파가 있다.

## 같이 보기
- 전파천문학